# Biserica evanghelică fortificată din Moșna
Biserica fortificată din Moșna este un ansamblu de monumente istorice aflat pe teritoriul satului Moșna; comuna Moșna.
Ansamblul este format din următoarele monumente:
- Biserica evanghelică fortificată, cu turn-clopotniță și încăpere pentru provizii (cod LMI SB-II-m-A-12471.01)
- Incintă fortificată cu turnuri, bastioane, capelă, încăperi pentru provizii, turn de poartă, zwinger (cod LMI SB-II-m-A-12471.02)

## Biserica
Edificiul, unul dintre cele mai frumoase biserici gotice târzii, a fost construit între 1480-1486. De construcție s-a ocupat celebrul pietrar sibian Andreas Lapicida. Actualul lăcaș se ridică pe structura pereților exteriori ai bazilicii anterioare. Este o hală cu 3 nave, boltită cu nervuri în rețea. Are remarcabile ancadramente și un tabernacol monumental. Este înconjurată de o amplă fortificație țărănească și întărită cu turnuri, care înglobează și o veche capelă gotică, probabil din sec. XIV. Are un turn-clopotniță masiv, situat la circa 2 m vest de biserică, clopotul fiind turnat în anul 1515. Altarul poliptic, executat de Vincentius (1521), se află azi la Biserica Evanghelică-Lutherană din Cincu.
Lucrări de renovare, transformare și adăugire au fost făcute în anii 1575, 1630, 1658, 1698, 1701,1718, 1763, 1791, 1824, 1878, 1919, 1998 și 2000.
Orga bisericii a fost realizată de meșterul vienez Carl Hesse. Instrumentul a fost repus în funcțiune în anul 2014.

## Fortificația
În 1520 au început și lucrările de construire a incintei fortificației. Zidurile aveau o înălțime de 9 metri și descriau un traseu dreptunghiular. Turnul de poartă se află la sud-est (inițial era la est).

## Galerie

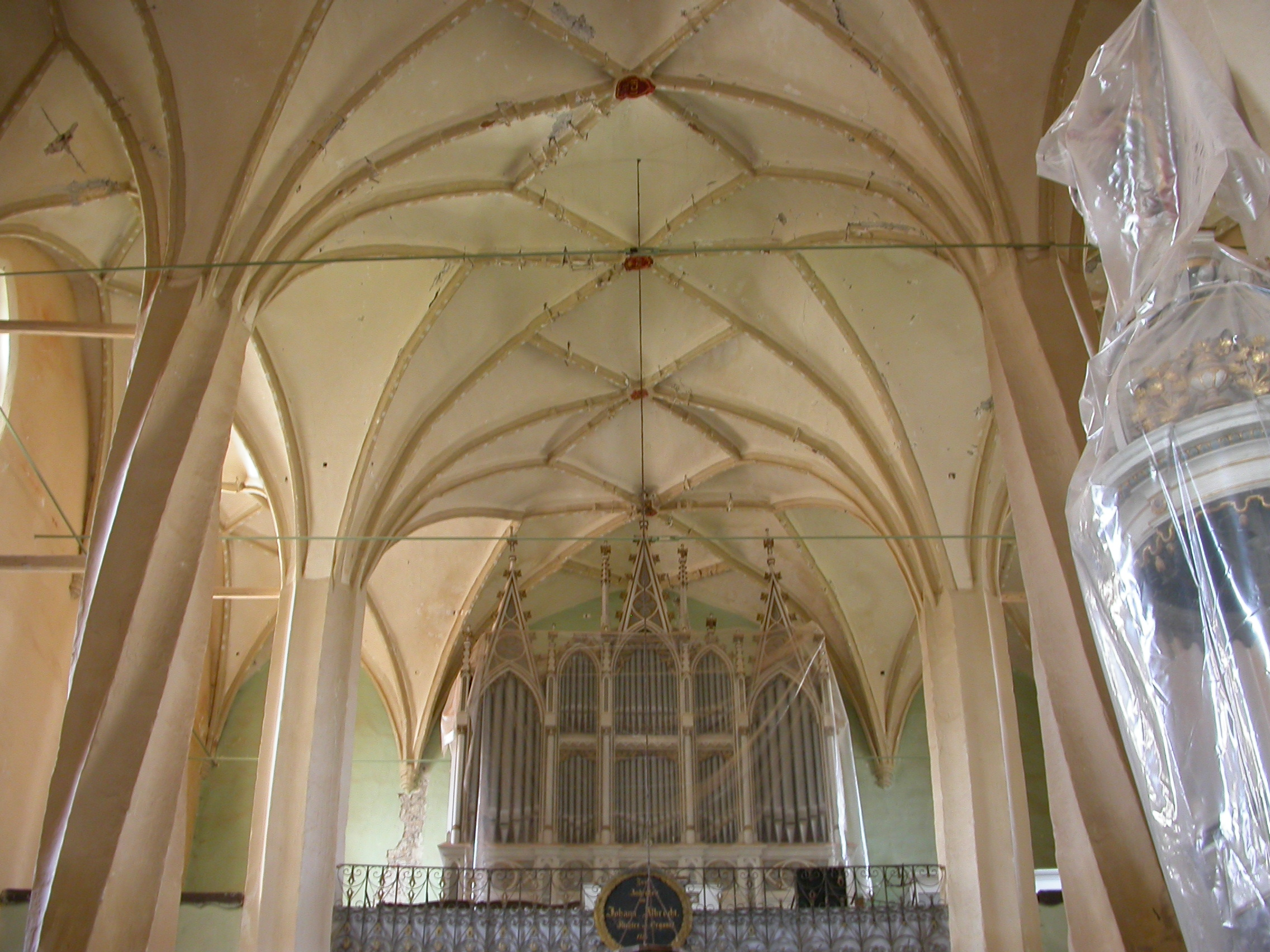
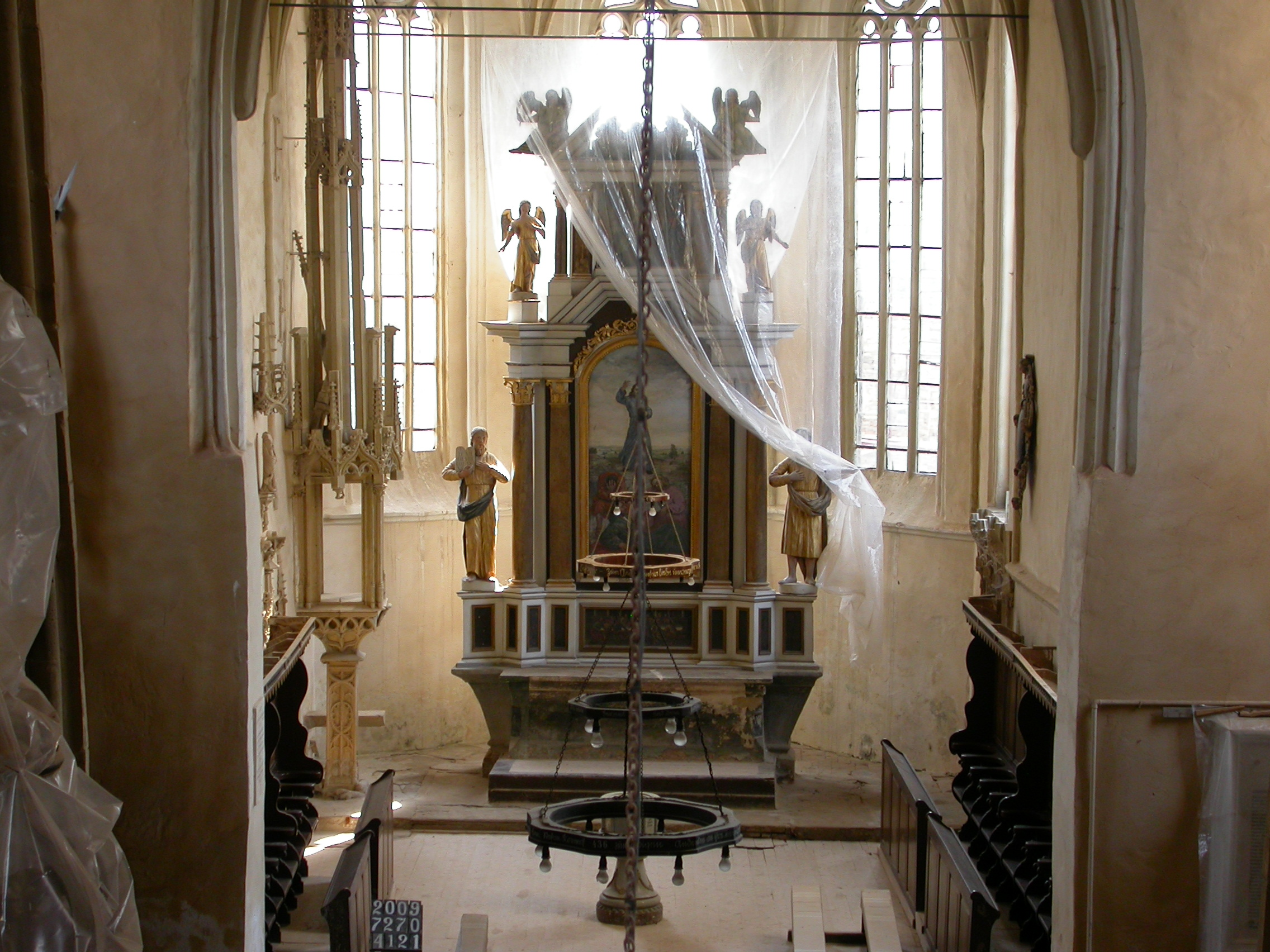
Tabernacolul dezafectat (stânga imaginii) și altarul bisericii
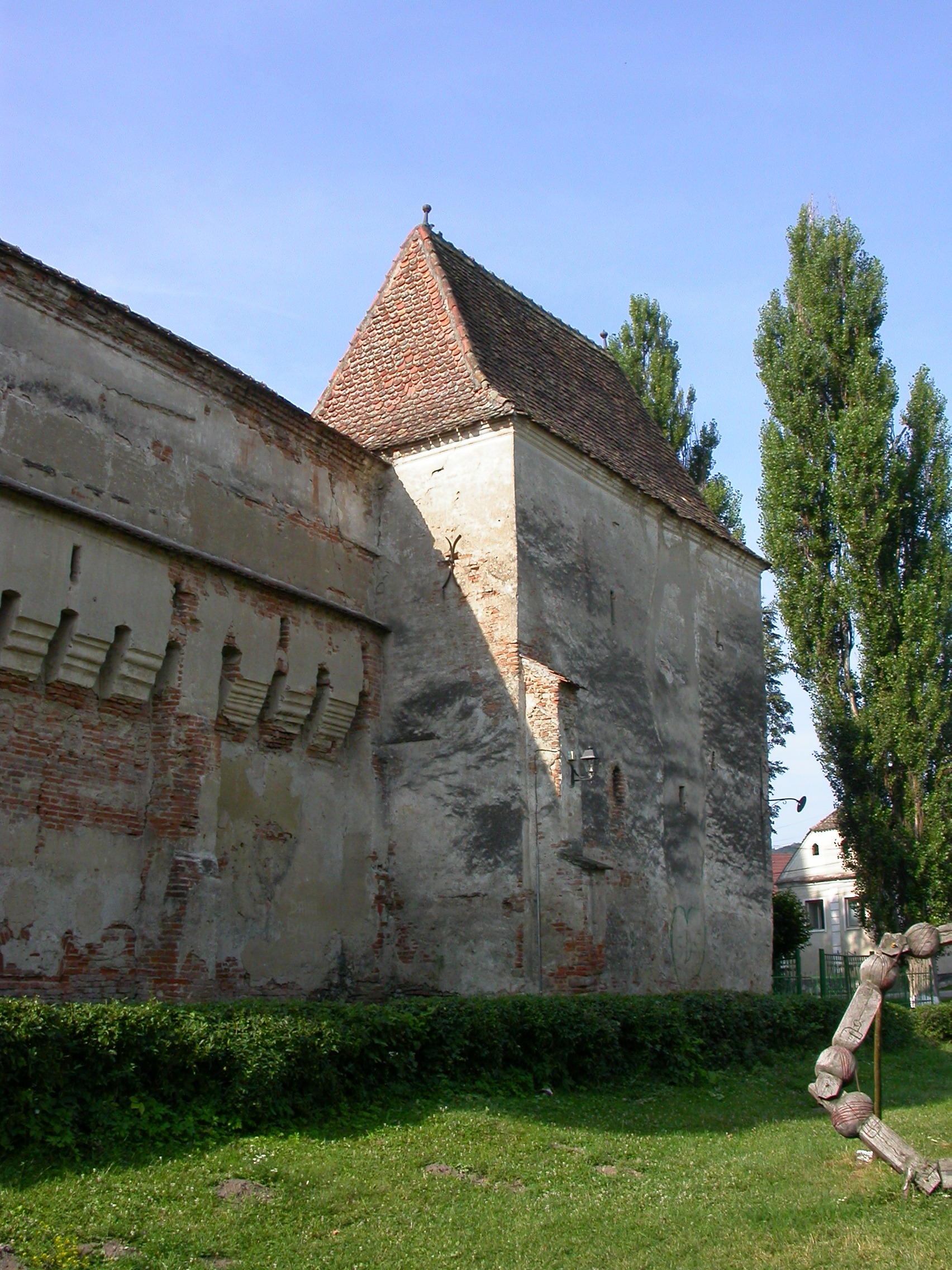
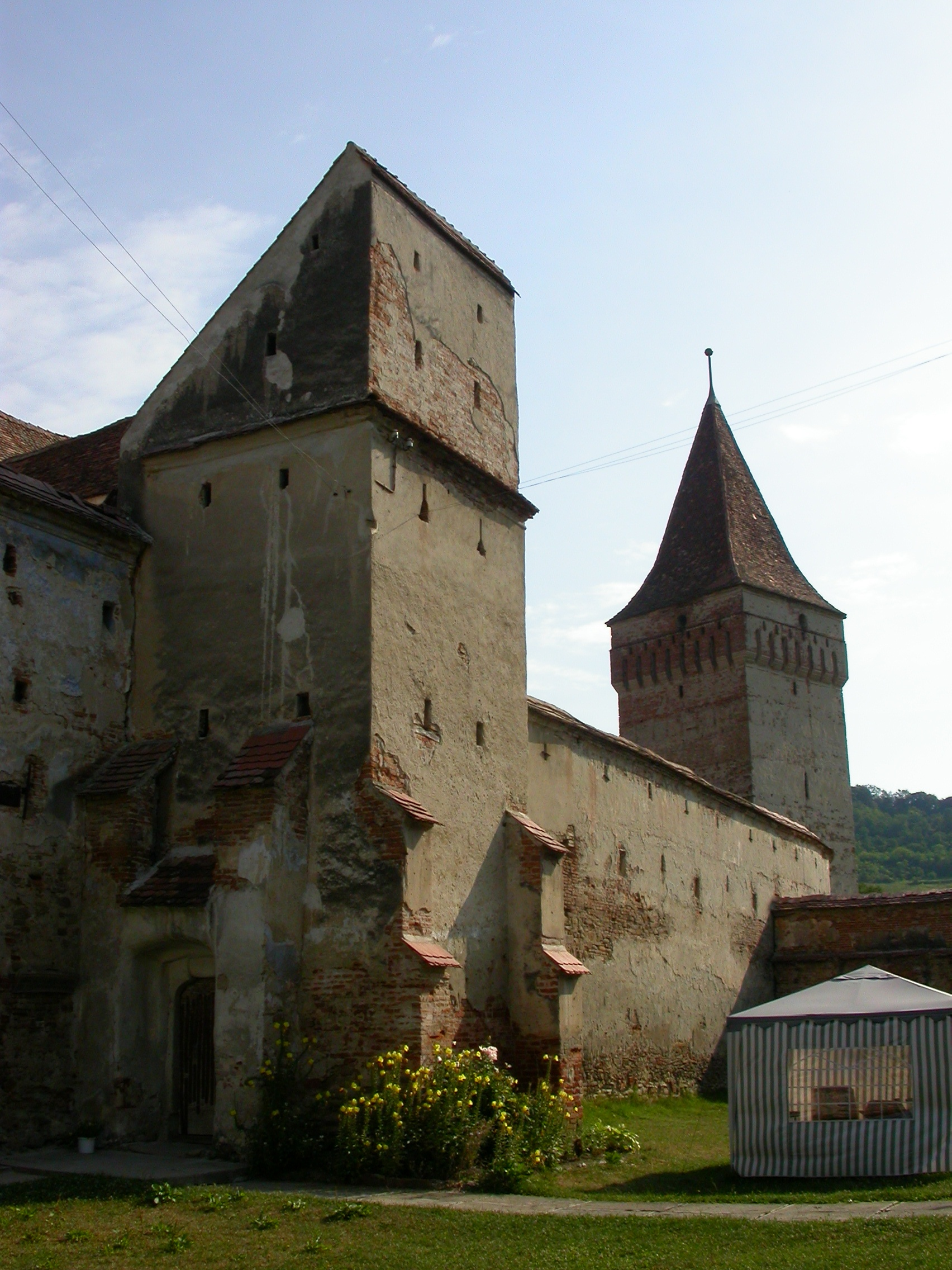
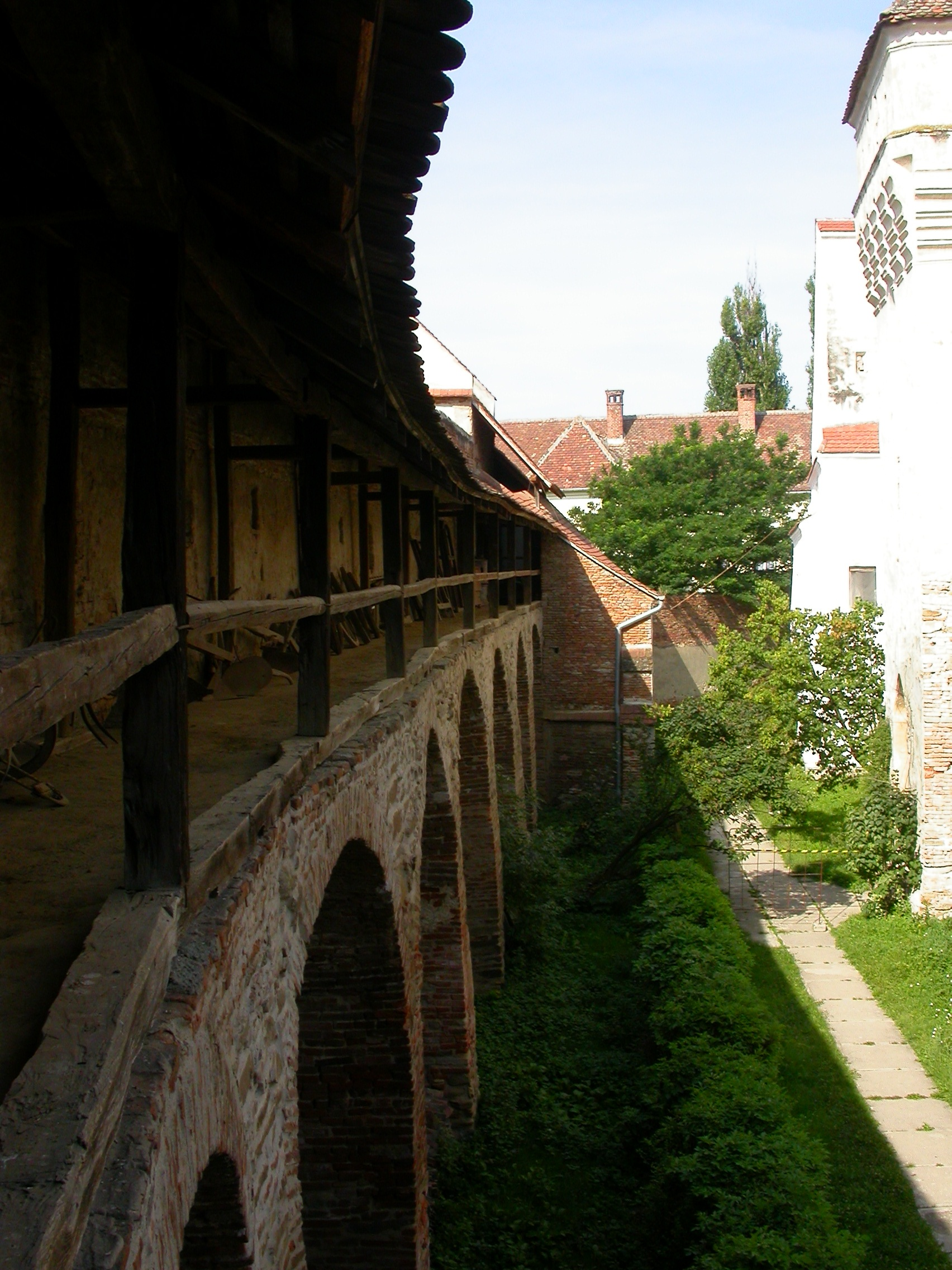
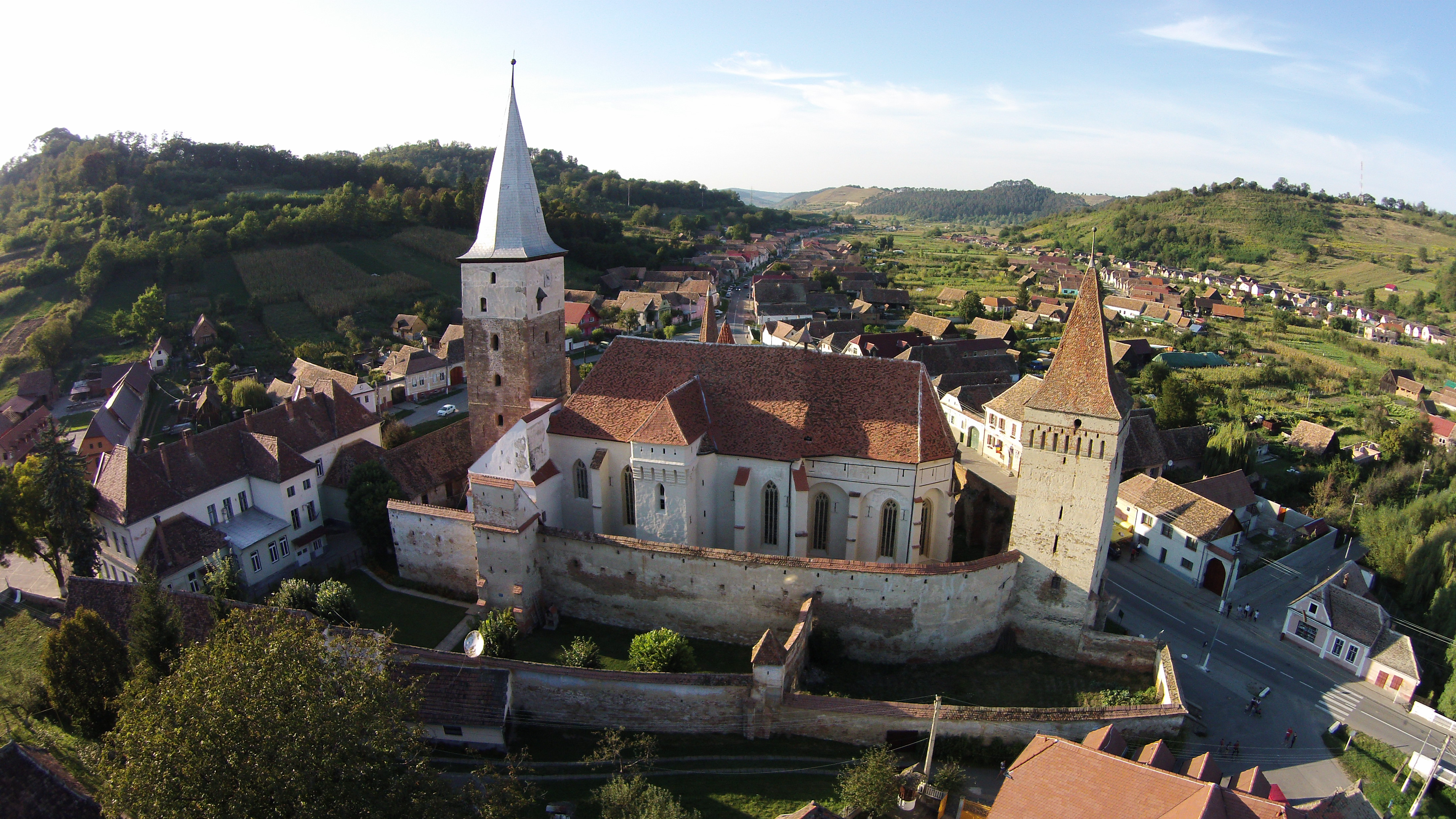